# Вербка (Летичевский район)
Вербка (укр. Вербка) — село в Летичевском районе Хмельницкой области Украины.
Население по переписи 2001 года составляло 725 человек. Почтовый индекс — 31525. Телефонный код — 3857. Занимает площадь 2,345 км². Код КОАТУУ — 6823087002.

## Местный совет
31524, Хмельницкая обл., Летичевский р-н, с. Ялиновка, ул. Октябрьская, 14/а